# قيلة ليق
قيلة ليق هي قرية في مقاطعة خوي، إيران. يقدر عدد سكانها بـ 632 نسمة بحسب إحصاء 2016.